# Rosa freitagii
Rosa freitagii es una especie de planta del género Rosa, de la familia Rosaceae.

## Taxonomía
Rosa freitagii fue descrita por Ziel. en 1982.

## Distribución
Se encuentra en el territorio de Afganistán.